# Boy Scouts of America
Boy Scouts of America (BSA) é uma das maiores organizações dos Estados Unidos, com mais de 4,5 milhões de membros. Desde a sua fundação em 1910 como parte do Movimento internacional dos Escoteiros, mais de 110 milhões de americanos foram ou são membros da BSA. Em fevereiro de 2020, a organização pediu falência devido a uma série de processos judiciais por abusos sexuais cometidos por alguns de seus membros. Em 16 de novembro de 2020, a BSA Nacional divulgou em seus pedidos de falência que 92 700 ex-escoteiros relataram abusos sexuais por membros da organização.

## Origens
O movimento progressista nos Estados Unidos atingiu seu auge durante o início do século XX. Com a migração de famílias das fazendas para as cidades, havia a preocupação entre algumas pessoas de que os jovens não estivessem mais aprendendo patriotismo, autossuficiência e individualismo. Vários grupos tentaram preencher esse vazio. O YMCA foi um dos primeiros promotores de reformas para homens jovens com foco no bem-estar social e programas de desenvolvimento mental, físico, social e religioso. Outros, incluindo o "Woodcraft Indians" iniciados por Ernest Thompson Seton em 1902 em Cos Cob, Connecticut o "Sons of Daniel Boone" fundado por Daniel Carter Beard em 1905 em Cincinnati, Ohio, dois notáveis predecessores de escotismo independentes da BSA nos Estados Unidos.

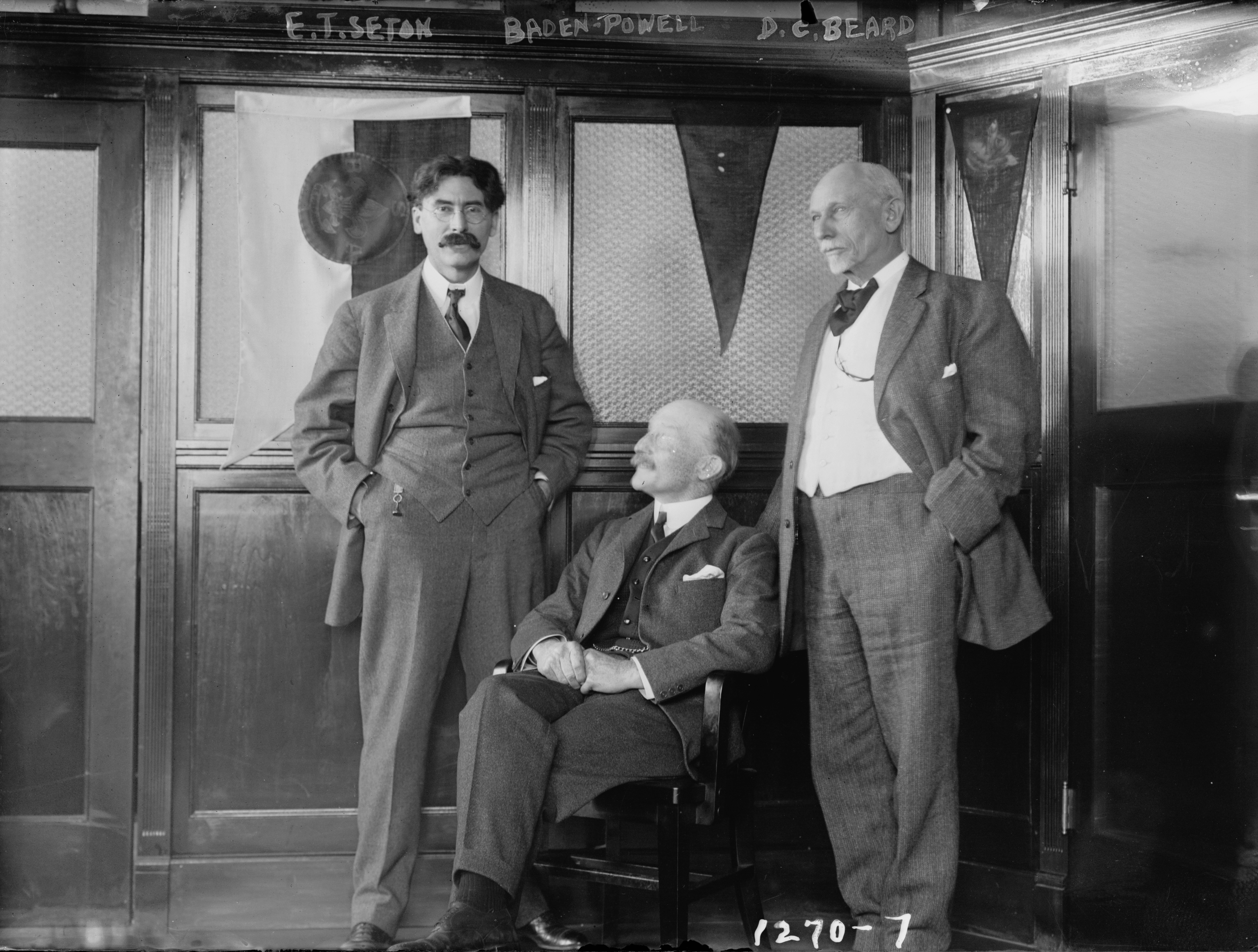
Ernest Thompson Seton, Robert Baden-Powell (sentado) e Daniel Carter Beard.

Em 1907, Robert Baden-Powell fundou o Escotismo na Inglaterra usando elementos das obras de Seton, entre outras influências. Em 1909, o editor de Chicago W. D. Boyce estava visitando Londres, onde encontrou um menino que veio a ser conhecido como o "Escoteiro Desconhecido". Boyce se perdeu em uma rua enevoada quando um "escoteiro desconhecido" veio em seu auxílio, guiando-o até seu destino. O menino então recusou a gorjeta de Boyce, explicando que ele era um escoteiro e estava apenas fazendo sua boa ação diária. Interessado nos escoteiros, Boyce se reuniu com a equipe da sede dos escoteiros e, segundo alguns relatos, com Baden-Powell. Após seu retorno aos Estados Unidos, Boyce foi inspirado por sua experiência e criou os "Boy Scouts of America" em 8 de fevereiro de 1910. Edgar M. Robinson e Lee F. Hanmer ficaram interessados na recém-criada BSA e convenceram Boyce a entregar o programa ao YMCA para desenvolvimento em abril de 1910.
Robinson convocou Seton, Beard, Charles Eastman e outros líderes proeminentes dos primeiros movimentos da juventude . O ex-presidente Theodore Roosevelt, que há muito reclamava do declínio da masculinidade americana, tornou-se um defensor fervoroso. Em janeiro de 1911, Robinson passou o movimento para James E. West, que se tornou o primeiro "Chefe Executivo do Escotismo", e o Escotismo começou a se expandir nos Estados Unidos Entre outros programas nos Estados Unidos, o "Woodcraft Indians" e o "Sons of Daniel Boone", eventualmente fundiu-se com a BSA.

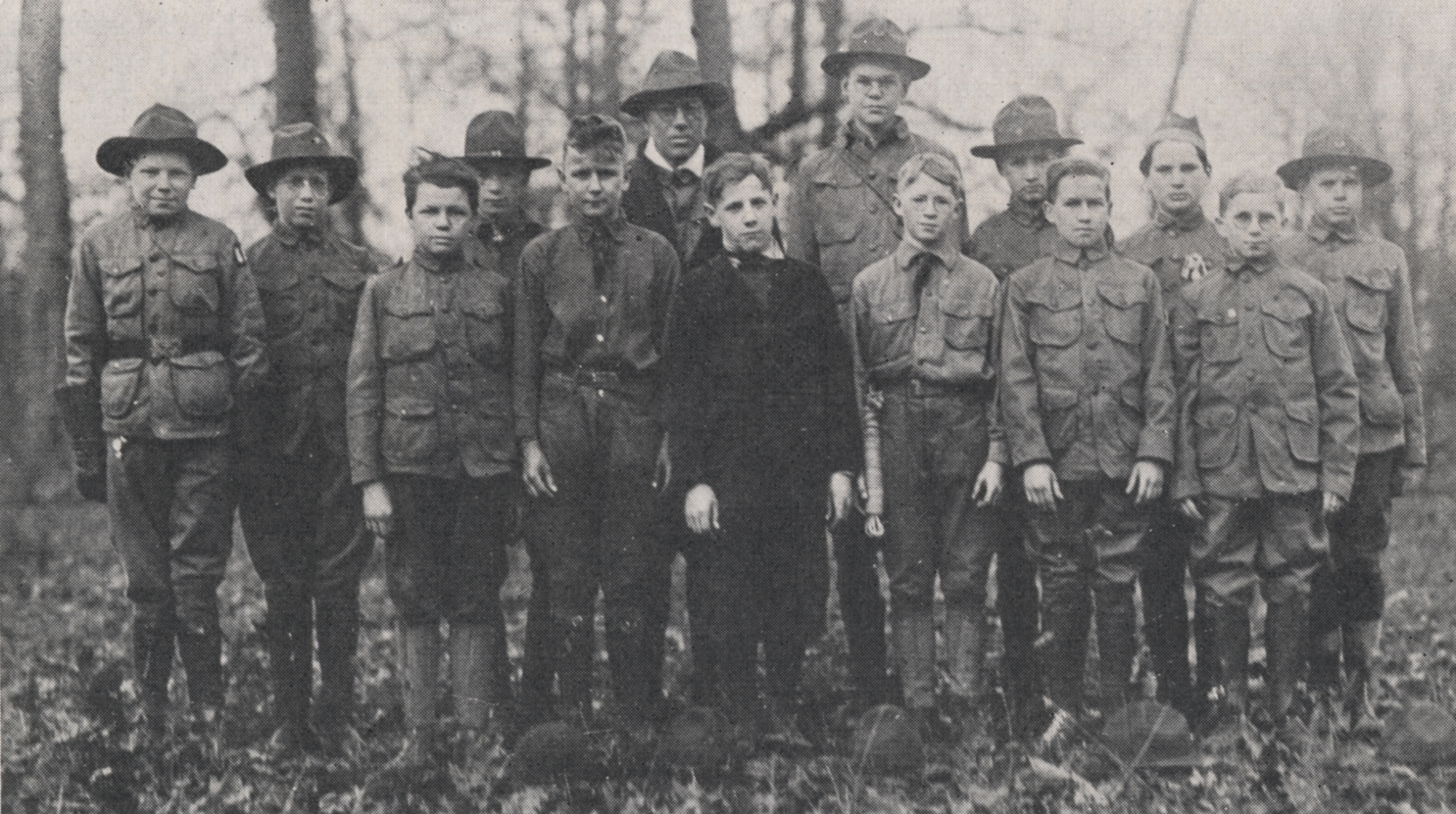
Boy Scouts, Troop 10, Columbus, Ohio, 1918.

O propósito declarado da BSA em sua incorporação em 1910 era "ensinar [aos meninos] patriotismo, coragem, autoconfiança e valores afins". Mais tarde, em 1937, o vice-chefe executivo dos escoteiros George J. Fisher expressou a missão da BSA: "Cada geração, à medida que chega à maturidade, não tem um dever mais importante do que ensinar ideais elevados e comportamento adequado à geração que se segue". A declaração atual da missão da BSA é: "preparar os jovens para fazerem escolhas éticas e morais ao longo de suas vidas, incutindo neles os valores do juramento e da lei do escoteiro".
Em seu auge, os escoteiros tinham uma adesão ativa de mais de 4 milhões de jovens em 1973. Hoje, a popularidade em eventos ao ar livre diminuiu e o número de membros diminuiu. No entanto, a BSA continua sendo a maior organização de escotismo e uma das maiores organizações de jovens nos Estados Unidos, com cerca de 2,3 milhões de participantes jovens e cerca de um milhão de voluntários adultos.

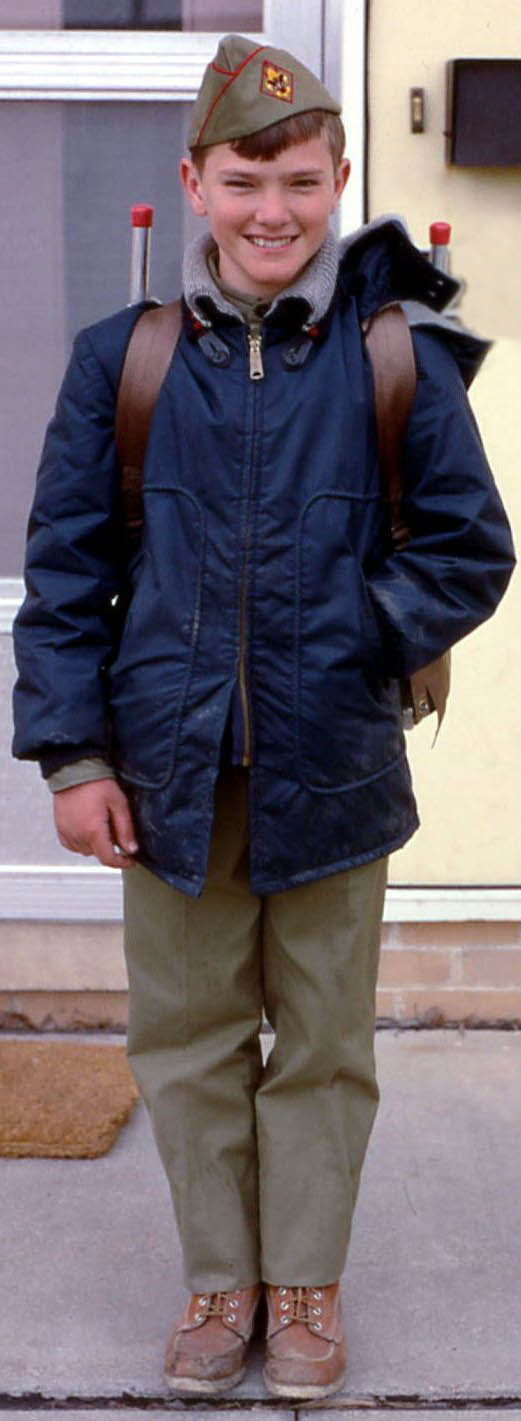
Um típico escoteiro da BSA.